# Deutsche Poolbillard-Meisterschaft 1999 (Herren)
Die Deutsche Poolbillard-Meisterschaft 1999 war die 25. Austragung zur Ermittlung der nationalen Meistertitel der Herren in der Billardvariante Poolbillard. Sie wurde vom 12. bis 18. Juli 1999 in Lübeck ausgetragen.
Es wurden die Deutschen Meister in den Disziplinen 14/1 endlos, 8-Ball, 9-Ball und 8-Ball-Pokal ermittelt.

## Medaillengewinner
| Disziplin    | Gold                   | Silber                    | Bronze                   | Bronze               |
| ------------ | ---------------------- | ------------------------- | ------------------------ | -------------------- |
| 14/1 endlos  | Oliver Ortmann         | Thomas Engert             | Antonio Gabica           | Ralf Souquet         |
| 8-Ball       | Rolf Alex              | Andreas Roschkowsky       | Martin Poguntke          | Christian Keidel     |
| 9-Ball       | Andreas Roschkowsky    | Antonio Gabica            | Dieter Johns             | Christian Keidel     |
| 8-Ball-Pokal | Thomas Engert (Dessau) | Thorsten Hohmann (Dessau) | Ismet Mehmedi (Mannheim) | Ronny Hager (Berlin) |

## Modus
Die 32 Spieler, die sich über die Landesmeisterschaften der Billard-Landesverbände qualifiziert haben, spielten zunächst im Doppel-KO-System. Ab dem Viertelfinale wurde im KO-System gespielt.

## Wettbewerbe
Aus Gründen der Übersichtlichkeit werden im Folgenden jeweils nur die 16 bestplatzierten Spieler notiert.

### 14/1 endlos
| Platz | Spieler          | Verband  |
| ----- | ---------------- | -------- |
| 1     | Oliver Ortmann   | BVW      |
| 2     | Thomas Engert    | BLVSA    |
| 3     | Antonio Gabica   | NBV      |
| 3     | Ralf Souquet     | BLVSA    |
| 5     | Thorsten Hohmann | HPBV     |
| 5     | Kai Windemuth    | HPBV     |
| 5     | Jürgen Pohl      | Rhl./Pf. |
| 5     | Sascha Tege      | PBVB     |
| 9     | Klaus Pape       | BAVT     |
| 9     | Dieter Johns     | HPBV     |
| 9     | Klaudio Kerec    | PBLNV    |
| 9     | Klaus Zobrekis   | HPBV     |
| 13    | Michael Schmidt  | BLVNS    |
| 13    | Martin Poguntke  | BLVNS    |
| 13    | Gordon Farina    | BLVSA    |
| 13    | Michael Seeger   | BVNR     |

### 8-Ball
| Platz | Spieler             | Verband |
| ----- | ------------------- | ------- |
| 1     | Rolf Alex           | BVBW    |
| 2     | Andreas Roschkowsky | BVW     |
| 3     | Martin Poguntke     | BLVNS   |
| 3     | Christian Keidel    | BVW     |
| 5     | Andreas Steffen     | NBV     |
| 5     | Dieter Johns        | HPBV    |
| 5     | Dirk Kozianka       | BVW     |
| 5     | Antonio Gabica      | NBV     |
| 9     | Christian Fong      | NBV     |
| 9     | Thorsten Hohmann    | HPBV    |
| 9     | Maico Kollmeyer     | BVW     |
| 9     | Sven Rudolph        | SBV     |
| 13    | Dirk Hanke          | BVW     |
| 13    | Klaus Pape          | BAVT    |
| 13    | Andreas Bartsch     | BVW     |
| 13    | Thomas Damm         | HPBV    |

### 9-Ball
| Platz | Spieler             | Verband  |
| ----- | ------------------- | -------- |
| 1     | Andreas Roschkowsky | BVW      |
| 2     | Antonio Gabica      | NBV      |
| 3     | Dieter Johns        | PBLNW    |
| 3     | Christian Keidel    | BVW      |
| 5     | Fahrad Sheverdi     | BVBW     |
| 5     | Sascha Tege         | BrBV     |
| 5     | Martin Poguntke     | BLVM     |
| 5     | Klaus Zobrekis      | HPBV     |
| 9     | Alexander Scholz    | BVBW     |
| 9     | Guido Helfenstein   | BVBW     |
| 9     | Sascha Ertl         | BBV      |
| 9     | Maico Kollmeyer     | BVW      |
| 13    | Martin Poguntke     | BLVNS    |
| 13    | Jörg Balschuweit    | NBV      |
| 13    | Olaf Köster         | NBV      |
| 13    | Michael Teichert    | Rhl./Pf. |